# ゆる蔵、うれしいね。
ゆる蔵、うれしいね。（ゆるぞう、うれしいね。）は、2000年9月 - 2004年9月に放送されていたラジオ番組（アニラジ）。パーソナリティーは愛河里花子と宮村優子。

## 概要
- 番組の名前のとおりトークや企画の全てにおいてゆるく、ピンチヒッターとして出演した林原めぐみに飽きれられるほどだった。
- ラジオ大阪のみ放送するコーナーのアシスタントを能登麻美子（初回～2002年10月迄）、能登降板後は千葉紗子が務めた。
- ラジオ大阪では完パケであるが、ネット局ではアシスタントの出るコーナー、Vステの情報を含む告知コーナーをカットして、30分の長さになるように編集して放送された。この収録体形は次番組のあいまいなオカピにも受け継がれている。
- 当初から、会議の場で宮村が番組で映画を作りたいと言っていた。その後、実際に映画を作ることになった。その映画がEAT&RUNである。
- 2004年の番組改編により「ゆる蔵、うれしいね。＋ワン!」に名称変更となる。それに伴い、パーソナリティには福井裕佳梨が加わる。同年12月12日Vステ冬の陣から、オーディションの結果から選ばれた藤平るみが加わり合計4名。

## 放送時間（ネット局）
- ラジオ大阪 - 2000年9月 - 2004年9月 日曜 22:00-23:00
- 北日本放送 - 2000年9月 - 2004年9月 日曜 23:30-24:00
- ラジオ日本 - 2002年4月 - 2004年9月 火曜 25:30-26:00
- ラジオ福島 - 2000年9月 - 2002年3月 日曜 24:30-25:00

## 主なコーナー
- 映画を作ろう！目指せハリウッド

手探りの状態から映画を作っていこうとするコーナー。資金集めの方法などを考えた。
- プロジェクトEAT&RUN 〜作って逃げろ〜

映画制作が明確になったため、目指せハリウッドから改名。映画について、より突っ込んだコーナーとなった。その後続編のストーリーなども募集していたが、続編が作られることはなく、ふつおたのコーナーとなり自然消滅。
- ゆるじぇくとX

リスナーから送られてきたハガキを、「プロジェクトX」のように読み上げるコーナー。主にオープニングで紹介。
- ドラゴン三姉妹（ビバ・ブラボー・ワンダホー＋希にベラボー）
- ドラゴン三姉妹はこんなギャルゲー買いません！
- ゆる蔵家族計画
- ドラゴン仮姉妹（ビバ・ブラボー・うまい棒）
- 鈴木ゆる蔵総合研究所

言葉をテーマにお題を出し、それに対してリスナーがネタハガキを送ってくるコーナー。
- 鈴木萌え蔵音声研究所

萌えっとくるセリフをリスナーから募集し、それを萌えっとくるゲストと共に読んでもらうコーナー。後続番組「ゆる蔵、うれしいね。＋ワン」でも存続。
- 教えてくるりん姫

くるりん姫（愛河）、たらりん姫（千葉）がリスナーから送られた質問を解決していくコーナー。たらりん姫の暗さにはリアリティがあり、ほか番組でも実は千葉紗子は暗いとネタにされた。（実際は演じている）